# Mispila tonkinea
Mispila tonkinea är en skalbaggsart som först beskrevs av Maurice Pic 1925. Mispila tonkinea ingår i släktet Mispila och familjen långhorningar.
Artens utbredningsområde är Myanmar. Inga underarter finns listade i Catalogue of Life.